# Solenophora pirana
Solenophora pirana là một loài thực vật có hoa trong họ Tai voi. Loài này được C.V. Morton miêu tả khoa học đầu tiên năm 1935.